# Dobrovce
Dobrovce – wieś w Słowenii, w gminie Miklavž na Dravskem polju. W 2018 roku liczyła 807 mieszkańców.